# 陈叔坚
陈叔坚（6世纪553年后—7世纪），字子成，南陈高宗宣帝陈顼第四子。母亲何淑仪，原是吴地酒馆里的女侍。

## 生平
陈叔坚蛮横好酒，尤好数术、卜筮、祝禁。師事陸玠。
太建十四年（582）正月十一日凌晨，南陈宣帝陈顼去世，皇次子陈叔陵在灵前动手谋杀太子陈叔宝，数刀砍成重伤，尚未致命，皇后柳敬言合身扑上来保护儿子，陈叔陵又砍了她几刀。陈叔坚冲上前去，双手卡住陈叔陵的脖子，奋力夺下武器，陈叔宝得以在奶妈乐安君吴氏的护持下逃脱。陈叔坚以此救主大功，进号骠骑将军、开府仪同三司、扬州刺史。寻迁司空，将军、刺史如故。 
由于陈叔宝重伤，暂时无法处理朝政，陈叔坚一时势倾朝廷，因肆骄纵，事多不法。陈叔宝痊愈后，对此十分不快。至德元年，下诏出陈叔坚为江州刺史。未发，又下诏改以为骠骑将军，重为司空，实欲去其权势。陈叔坚很不高兴，就用巫术诅咒陈叔宝。事发，陈叔宝将之囚禁，准备赐死，陈叔坚说：“臣之本心，非有他故，但欲求亲媚耳。臣既犯天宪，罪当万死。臣死之日，必见叔陵，愿宣明诏，责于九泉之下。”陈叔宝深受感动，免其死罪，仅除去官爵，不久又重新起用为侍中、镇左将军。二年，又给鼓吹，油幢车；三年，出为征西将军、荆州刺史；四年，进号中军大将军、开府仪同三司；祯明二年，秩满还都。 
陈国灭亡，陈皇族皆入长安，陈叔坚因避隋文帝杨坚讳被改名陈叔贤。陈叔贤从此与王妃沈氏在瓜州的酒馆里做了侍者。隋朝大业中，又做了遂宁郡太守。

## 後代
子陈志本，唐朝朝散大夫、陇州录事参军、颛臾公。陈志本第三子永嘉郡永嘉县令陈敬玄（669年－745年），字晏，娶乐安任氏，生陈翘、陈翱，孙陈衮、陈裔。

## 资料来源
- 《陈书·列传第二十二》

| 政府职务                           | 政府职务              | 政府职务                                |
| ---------------------------------- | --------------------- | --------------------------------------- |
| 空缺上一位持有相同頭銜者：司馬消難 | 南陳司空 582年－583年 | 空缺下一位持有相同頭銜者：楊雄 隋朝司空 |